# Diecezja Saluzzo
Diecezja Saluzzo – diecezja Kościoła rzymskokatolickiego we Włoszech, a ściślej w Piemoncie. Została erygowana 29 października 1511 roku. Należy do metropolii Turynu. Niemal wszystkie parafie diecezji położone są na terenie świeckiej prowincji Cuneo. Jedynym wyjątkiem jest parafia w Bibianie, znajdująca się w granicach prowincji Turyn.